# What Happened, Miss Simone?
Pour plus de détails, voir Fiche technique et Distribution.
What Happened, Miss Simone? est un documentaire américain sur la chanteuse Nina Simone, réalisé par Liz Garbus en 2015. Il fait l'ouverture du Festival du film de Sundance 2015 et est suivi d'une performance hommage par John Legend. Le titre du film s'inspire d'une citation de Maya Angelou. Il sort sur la plateforme Netflix le 26 juin 2015.

## Synopsis
En plus de suivre son parcours musical, le documentaire s'intéresse à l'engagement de Nina Simone en tant que militante pour les droits civiques dans l'Amérique des années 1960 et son départ pour le Liberia à travers des images d'archives, des extraits de concert et des entretiens avec sa famille et ses proches.

## Fiche technique
- Titre original : What Happened, miss Simone ?
- Réalisation : Liz Garbus
- Musique originale : Daniel Timmons (éditeur), Tammy Douglas (mix)
- Photographie : Igor Martinovic
- Montage : Joshua L. Pearson
- Costumes : Rebecca Luke
- Production : Liz Garbus, Amy Hobby et Jayson Jackson
  - Production exécutive : Lisa Simone Kelly (fille de Nina Simone)
- Sociétés de production : Moxie Firecracker Film, Netflix, RadicalMedia
- Pays d'origine :  États-Unis
- Langue originale : anglais
- Durée : 101 min
- Format : couleur/noir et blanc - 1,78:1
- Genre : documentaire
- Date de sortie :
  - États-Unis / France : 26 juin 2015 (Netflix)

## Production
À la mort de sa mère, Lisa Simone lui promet de faire survivre son souvenir et décide de rassembler toutes les archives qu'elle peut sur elle avec Jayson Jackson, l'un des producteurs du documentaire. Liz Garbus, la réalisatrice, les aide dans cette chasse et contacte Stephen Cleary, un journaliste anglais qui a aidé Nina Simone à écrire son autobiographie en enregistrant leurs conversations sur cassettes. Après l'avoir contacté, il accepte de lui confier. Le montage du documentaire va durer un an et demi en tout.

## Accueil critique
Sur le site agrégateur de critiques Rotten Tomatoes, le film reçoit une moyenne globale de 89% basé sur 44 avis, ce qui lui permet d'obtenir la mention « Frais », le certificat de qualité du site.

## Distinctions
Sauf indication contraire, les informations mentionnées dans cette section peuvent être confirmées par la base de données cinématographiques IMDb,  présente dans la section « Liens externes ».

### Récompenses
- Women Film Critics Circle Awards 2015 : Prix Josephine Baker
- Primetime Emmy Awards 2016 : Meilleur programme documentaire spécial
- American Film Institute Awards 2016 : Meilleur Documentaire
- Black Film Critics Circle Awards 2016 : Meilleur documentaire
- Black Reel Awards 2016 : Meilleur documentaire

### Nominations
- Women Film Critics Circle Award 2015 : Meilleur documentaire par et/ou sur une femme
- Primetime Emmy Awards 2016 : 
  - Meilleur montage sonore pour un programme documentaire
  - Meilleur mixage du son pour un programme documentaire
  - Meilleur montage à caméras multiples pour une minisérie, un téléfilm ou un programme spécial
  - Meilleur réalisateur pour un programme documentaire
  - Meilleure photographie pour un programme documentaire
- Oscars 2016 : Meilleur film documentaire
- Grammy Awards 2016 : Meilleur film musical
- EDA Awards 2016 : Meilleur documentaire
- Chlotrudis Awards 2016 : Meilleur documentaire
- Directors Guild of America Awards 2016 : Meilleure réalisatrice pour un film documentaire
- GALECA Awards 2016 : Documentaire de l'année
- NAACP Image Awards 2016 : Meilleur documentaire